# Lasius latipes
Lasius latipes es una especie de hormiga del género Lasius, tribu Lasiini, familia Formicidae. Fue descrita científicamente por Walsh en 1863.

## Distribución
Se distribuye por Canadá, México y los Estados Unidos.

## Hábitat
Habita debajo de piedras, en senderos, nidos, jardines y la madera muerta.